# Gebed van de apostel Paulus
Het  Gebed van de apostel Paulus  is een gnostisch geschrift. Een Koptische vertaling maakte deel uit van de vondst van de Nag Hammadigeschriften in 1945. Er moet een oorspronkelijk Griekse tekst zijn geweest, maar daar is nooit iets van gevonden. Alleen de Griekse titel is in het Koptische handschrift aanwezig. De tekst is een van de kortste van de bij Nag Hammadi gevonden manuscripten.
Het werk behoort tot de teksten die zijn ontstaan in de gnostische beweging die aangeduid wordt als het valentinianisme. De grondlegger van die beweging was Valentinus (overleden na 155) .  In de valentiaanse literatuur werd Valentinus in een apostolische lijn geplaatst. Hij zou zijn opleiding hebben genoten van Theudas, die weer opgeleid was door Paulus. 
In de gnostische literatuur wordt vaker een – gnostische – exegese gegeven aan teksten die aan Paulus werden toegeschreven. In een ander in Nag Hammadi gevonden Koptisch handschrift, de Gnostische Openbaring van Paulus, wordt een hemelreis van Paulus beschreven naar de tiende hemel waar in de Tweede brief van Paulus aan de Korintiërs  Paulus wordt weggevoerd naar het paradijs in de derde hemel. In het Gebed van de apostel Paulus komen elementen voor, die ontleend zijn aan de Eerste brief van Paulus aan de Korintiërs en de Brief van Paulus aan de Filippenzen.
Het gebed bestaat uit drie delen. Het eerste deel is een aanroeping van de Verlosser. Het richt zich tot de pre-existente Vader in de naam die boven elke naam verheven is Jezus Christus. In de brief aan de Filippenzen  staat   Daarom heeft God hem hoog verheven en hem de naam geschonken die elke naam te boven gaat ...  . 
In het tweede deel wordt gevraagd om gaven zoals lichamelijke gezondheid en de verlossing van de ziel. In het derde deel vraagt de bidder de gift om wat het oog van geen engel gezien heeft en het oor van geen wereldheerser gehoord heeft en wat niet in het hart van de mensen is opgekomen..... die geschapen zijn naar het beeld van de psychische god ,  namelijk de verschijning van Christus. 
Dit is een verwijzing naar de eerste brief aan de Korintiërs  Wat het oog niet heeft gezien en het oor niet heeft gehoord, wat in geen mensenhart is opgekomen dat heeft God bestemd voor wie hem liefheeft. Met de uitdrukking van de  psychische god wordt in feite verwezen naar de demiurg, die in de gnostiek verantwoordelijk is voor de schepping van de stoffelijke wereld en de mens. De  wereldheersers zijn de dienaren van de demiurg.
Auteurs op het vakgebied hebben in de tekst inhoudelijke overeenkomsten  aangetoond met de hermetische literatuur. Er is geen nauwkeuriger datering voor het ontstaan van de oorspronkelijke tekst te geven dan tussen 150 en 300. 